# 西横山村 (岐阜県)
西横山村（にしよこやまむら）は、岐阜県揖斐郡にあった村。その後分立して藤橋村、さらに平成の大合併で揖斐川町となり現在に至る。

## 沿革
- 1889年（明治22年）7月1日 - 町村制施行により、池田郡西横山村が村制施行し、西横山村が発足。
- 1897年（明治30年）4月1日[1] - 池田郡が大野郡の一部と合併して揖斐郡となる。
- 1897年（明治30年）4月1日 - 日坂村、西津汲村、東津汲村、外津汲村、三倉村、乙原村、樫原村、小津村、東横山村、鶴見村、東杉原村と合併し久瀬村となる。旧村名を大字に編成。
- 1913年（大正11年）4月1日 - 旧村域である大字西横山が、その他の大字、東横山・東杉原・鶴見とともに久瀬村から分離し、村制施行して藤橋村となる。